# 寶格麗
寶格麗（義大利語：Bvlgari，/ˈbʊlɡəri/，(發音：[ˈbulɡari]）是義大利一家珠寶、手錶、香水、服裝配飾和皮具的奢侈品品牌。
雖然主要的設計、生產和營銷由寶格麗監督和執行，但該公司有時與其它公司合夥。例如，寶格麗眼鏡系列通過授權協議由羅薩奧蒂卡生產，寶格麗也和萬豪國際於2001年合資推出酒店品牌寶格麗酒店及度假村，酒店與渡假村地點遍佈全球。
寶格麗由銀匠Sotirios Voulgaris（義大利語：Sotirio Bulgari）於1884年於羅馬創立，多年後從一家單獨的珠寶店變成國家品牌。

## 语源
商标通常以古典拉丁字母拼写为BVLGARI（古羅馬字沒有U，所以BULGARI亦正確），得名于公司的希腊创始人索提·宝格丽（希腊语 ，发音为[soˈtir ˈvulɣari]，意大利语Sotir Bulgari）(1857–1932)。Voulgaris或Bulgari包含希腊语词根（意为保加利亞人）。

## 歷史
索提里歐·寶格麗在希臘的伊庇魯斯小鎮發跡，開創他的銀器生涯，當時的店鋪都還存留著。1877年，他離開了希臘，前往克基拉島，再到拿坡里，1881年落腳在義大利羅馬，在1884年創立了寶格麗公司，在via Sistina開設第一家店鋪。
1905年，索帝理歐在兒子康士坦丁（Costantino；1889-1973）和喬奇亞（Giorgio；1890-1966）的協助下，在Via Condotti創設寶格麗總店，至今仍是寶格麗的旗艦店。之後，總店成為上流社會人士購買高品質的珠寶的地方。
1970年代起，寶格麗開始拓展國際事業，在紐約開設第一家海外分店，之後也進軍巴黎、日內瓦和蒙地卡羅，至今全球已有236間分店（2008年8月）。
1984年，喬其亞的兒子保羅（Paolo）和尼古拉（Nicola）接下總裁和副總裁的職位，他們的姪子法蘭西斯克·特朗潘尼（Francesco Trapani）則接下CEO的職位。特朗潘尼在1990年代初期，為了讓公司多樣化，設立了香水產品線，在他的任期之下，寶格麗公司正式成為國際奢侈品品牌。
1995年，寶格麗公司在米蘭證券交易所掛牌上市，在1997到2003年間，收入成長了150%，散戶股東所持有的股份就占了全股份的45%。
2001年，寶格麗和萬豪國際合資成立了旅館事業體Bvlgari Hotels and Resorts，2004年在米蘭開設第一家精品旅館，接著2006年在峇里島開幕。
寶格麗公司也為義大利的客運郵輪公司Silversea提供船上的精品物件。
2011年3月8日LVMH將發行1,650萬股公司股份支付Bvlgari家族持有的1.525億股或50.4%Bvlgari股份，涉18.7億歐元，LVMH亦同時向Bvlgari小股東提出全面收購，每股作價12.25歐元，涉最多約37億歐元（約405.6億港元）
交易完成後，Bvlgari家族將是LVMH第二大股東。
2018年，BVLGARI請來美國建築師 Peter Marino構思建築設計概念，為香港置地遮打旗艦店進行大規模翻修，把羅馬風格的特色在香港重現。

## 寶格麗酒店及渡假村

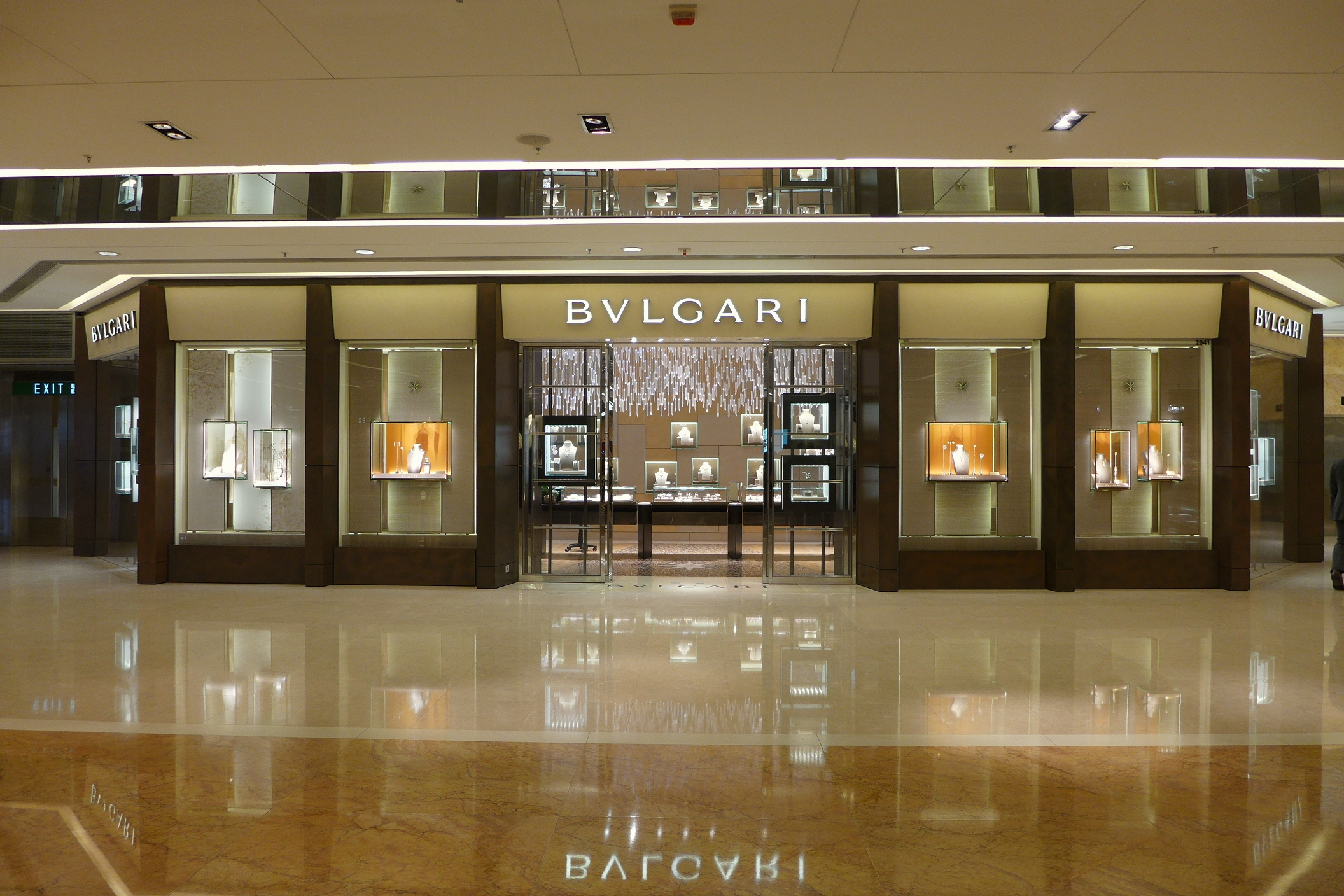
香港國際金融中心商場的寶格麗專櫃

2001年，寶格麗與萬豪國際旗下的麗思卡爾頓酒店管理集團合資成立公司，推出寶格麗酒店及度假村。

## 外部連結
- 官方网站